# Shaanxi KJ-2000
KJ-2000 (tiếng Trung: 空警-2000; bính âm: Kōngjǐng Liǎngqiān; dịch nghĩa: 'Cảnh báo trên không-2000'; tên ký hiệu NATO: Mainring) là một loại máy bay chỉ huy và cảnh báo sớm trên không (AEW&C) của Trung Quốc bao gồm các thiết bị điện tử và radar nội địa lắp đặt trên khung thân máy bay Ilyushin Il-76 đã được chuyển đổi.

## Phát triển

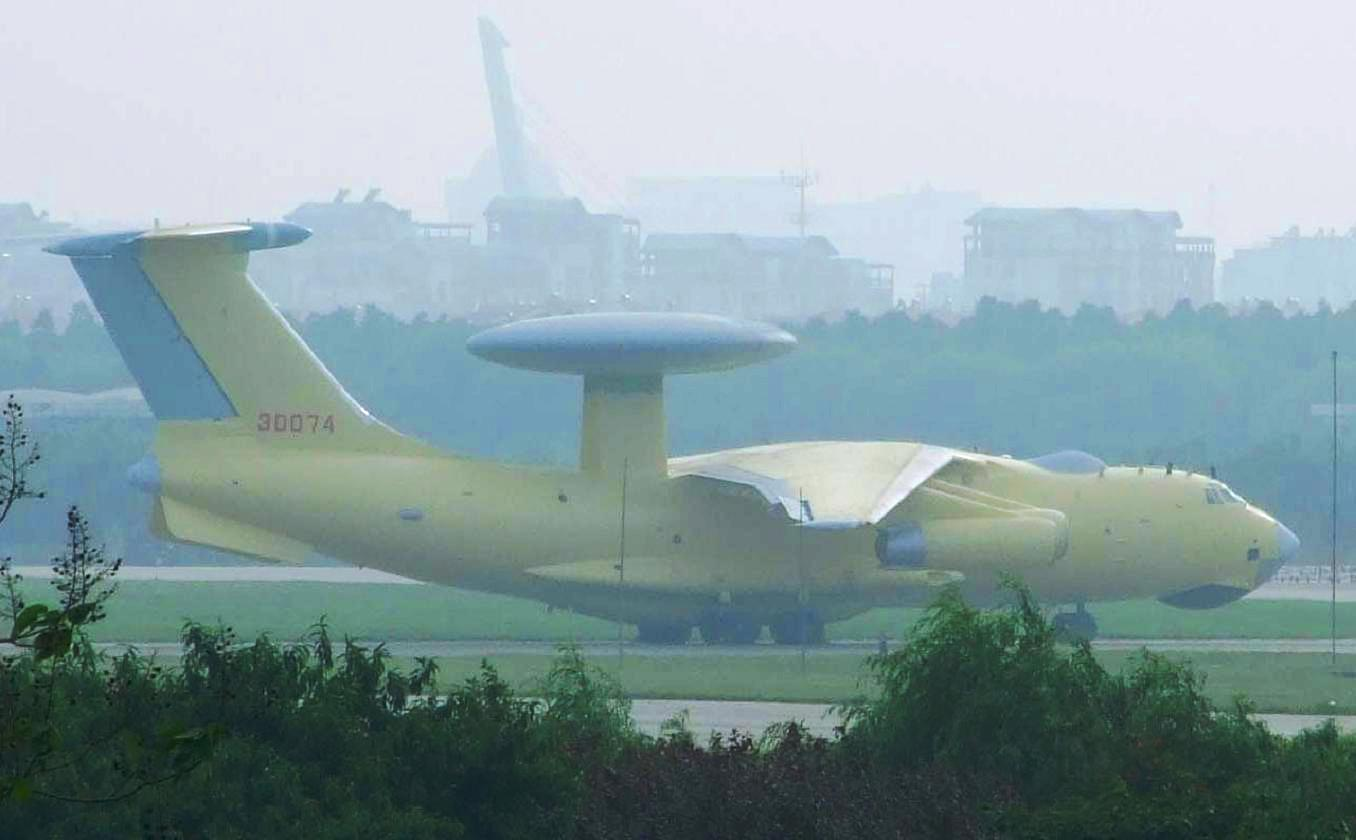
Một chiếc KJ-2000 vào năm 2008

Chương trình phát triển KJ-2000 bắt đầu sau khi thỏa thuận Beriev A-50I giữa Trung Quốc với Israel và Nga bị hủy bỏ vào tháng 7 năm 2000, do Hoa Kỳ gây áp lực mạnh mẽ với Israel về việc lắp đặt radar. Sau đó, Trung Quốc tiếp tục phát triển AWACS nội địa, và dòng máy bay KJ-2000 thực hiện chuyến bay đầu tiên vào năm 2003.
Có bốn chiếc KJ-2000 đã được xác định cho đến nay, nhưng việc sản xuất máy bay mới có thể sẽ bị trì hoãn do phải phụ thuộc vào việc mua khung thân máy bay Il-76. Hiện tại, nhà xuất khẩu quốc phòng Nga Rosoboronexport đã tăng mức giá đáng kể đối với tất cả những chiếc Il-76 sẽ giao cho Trung Quốc và Ấn Độ trong tương lai bất chấp các hợp đồng đã ký kết trước đó. Cả hai nước hiện đang đàm phán với Nga về vấn đề này kể từ đầu năm 2008.
Tháng 3 năm 2011, các cuộc đàm phán giữa Nga và Trung Quốc đạt được một thỏa thuận mới để chuyển việc sản xuất Il-76 cho các công ty thuộc sở hữu của Trung Quốc. Bằng cách này, dự kiến việc sản xuất có thể diễn ra suôn sẻ để cung cấp cho Trung Quốc các khung thân máy bay Il-76 mới, trong khi việc cung cấp động cơ Soloviev D-30KP-2 không bị ảnh hưởng bởi các vấn đề gần đây.
Do các nguồn cung cấp bên ngoài không đáng tin cậy, Trung Quốc đã có phương án dự phòng đó là phát triển một mẫu máy bay AWACS có cấu hình tương tự KJ-2000 nhưng nhỏ hơn, bằng cách cài đặt một hệ thống đơn giản hóa trên thân máy bay vận tải quân sự Shaanxi Y-8, và được gọi là Shaanxi KJ-200.

## Thiết kế

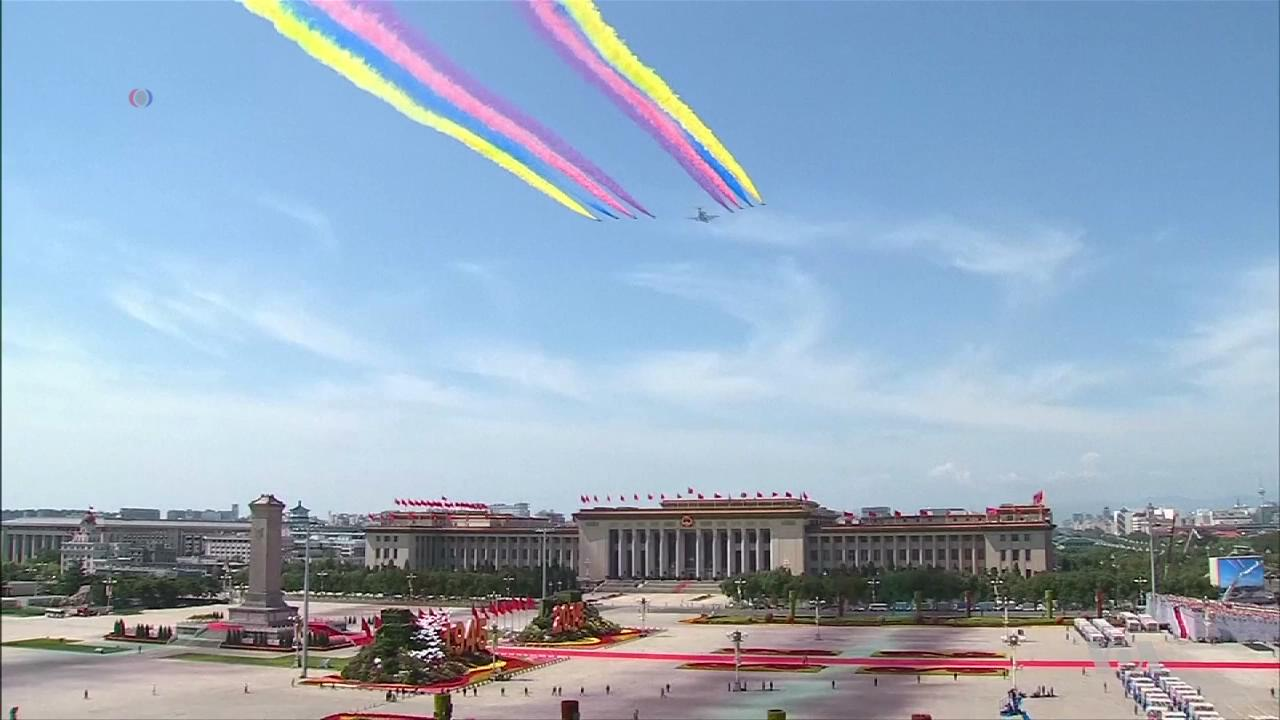
Trung Quốc thông báo cắt giảm quân đội tại cuộc diễu hành Thế chiến II.

KJ-2000 có radar mảng pha (PAR) được đặt trong một vòm radar tròn ở trên lưng. Không giống như máy bay AWACS của Mỹ xoay mái vòm của chúng để bao phủ 360 độ, ăngten radar của AWACS Trung Quốc không xoay. Thay vào đó, ba module ăngten PAR được đặt theo hình tam giác bên trong vòm radar tròn để cung cấp vùng bao phủ 360 độ. Radar Doppler xung ba chiều đa chức năng được phát triển bởi NII (Viện Nghiên cứu Công nghệ Điện tử Nam Kinh), có khả năng phát hiện và theo dõi các mục tiêu trên không và trên mặt đất.
Hệ thống ăngten hoạt động trong dải tần số 1200–1400 MHz, bao gồm ba mảng pha, nằm trong một đĩa có đường kính 14 mét (46 ft). Ngược lại, Beriev A-50 của Nga và Boeing E-3 Sentry của Mỹ sử dụng  đĩa có đường kính 9 mét (30 ft). Mỗi mảng pha có trường quét 120 độ. Phạm vi tối đa phát hiện mục tiêu trên không là 470 km (290 dặm). A-50I của Ấn Độ do Israel sản xuất cũng áp dụng thiết kế này và đưa vào hoạt động biên chế năm 2009, muộn hơn KJ-2000 (biên chế năm 2004).

### KJ-3000
KJ-3000 là một biến thể mới với một radar thế hệ tiếp theo đặt cố định đã được phát hiện vào năm 2013.

## Lịch sử hoạt động
Trung đoàn máy bay chỉ huy và cảnh báo trên không đầu tiên của Không quân Quân Giải phóng Nhân dân (PLAAF) được thành lập tại một sân bay nhỏ và xa xôi ở miền nam Trung Quốc vào cuối năm 2004 vì lý do an ninh. Chỉ huy trung đoàn là Zhang Guangjian (张广建), một phi công với hơn 6.000 giờ bay trên nhiều loại máy bay bao gồm cả Il-76. Căn cứ được xây dựng và trang bị lại để tiếp nhận chiếc KJ-2000 đầu tiên đến đây vào năm 2005. Một đội hỗn hợp gồm KJ-2000 và KJ-200 đã được vận hành tại căn cứ không quân này.
Năm 2013, một cuộc diễn tập bao phủ 24 tiếng đã được tổ chức bằng cách sử dụng ba chiếc KJ-2000 hoạt động bao phủ vùng Tây Bắc Trung Quốc, biển Hoa Đông và biển Đông.
Do Il-76 chỉ có Nga cung cấp và số lượng hạn chế, mà KJ-2000 lại đang sử dụng khung thân Il-76, nên Trung Quốc đang tìm cách thay thế bằng khung thân máy bay vận tải quân sự hạng nặng Xi'an Y-20.

## Quốc gia sử dụng
Trung Quốc
- Không quân Trung Quốc: 5 chiếc KJ-2000[1]

## Thông số kỹ thuật
Các thông số hoạt động hạn chế của KJ-2000 đã được công bố như sau:
- Tốc độ tối đa: 850 km/h
- Tầm bay: 5.500 km
- Thời gian bay tối đa: 12 tiếng
- Trọng lượng cất cánh: 175 tấn
- Phạm vi phát hiện các mục tiêu có kích thước máy bay chiến đấu: 470 km
- Phạm vi phát hiện tên lửa đạn đạo: 1.200 km
- Số lượng mục tiêu tối đa có thể được theo dõi đồng thời: 100 mục tiêu